# Гринделия растопыренная
Гринделия растопыренная (лат. Grindelia squarrosa) — вид травянистых растений рода Гринделия (Grindelia) семейства Астровые (Asteraceae).

## Ботаническое описание

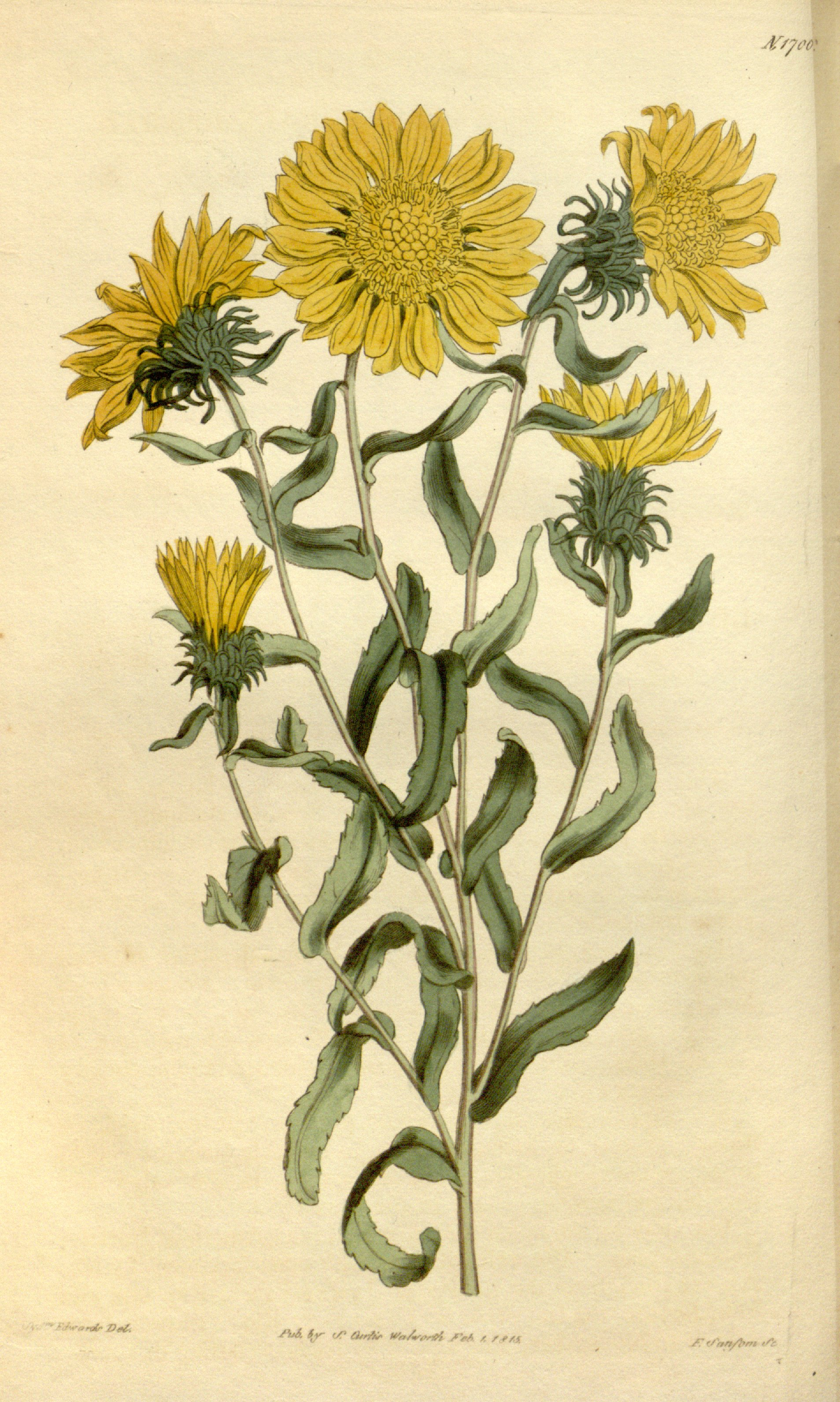

Двулетнее или однолетнее травянистое растение. Всё растение выделяет ароматическую смолу, имеет смолисто-бальзамический или травянисто-бальзамический запах пихты и пряностей. Стебли прямостоячие или восходящие, разветвлённые, высотой 50—60 см. Листья удлинённые, сидячие, цельные, по краю мелко остропильчатые.
Цветки жёлтые, в корзинках, которые образуют кистевидное или щитковидное соцветие; краевые цветки язычковые, бесполые, до 12 мм длиной; срединные — трубчатые, обоеполые, с коротко-5-зубчатым отгибом. Корзинки до 3 мм в диаметре с голой сильно клейкой многорядной обвёрткой, листочки которой — с растопыренными кончиками. Плод — семянка. Цветёт в июне—сентябре.

## Значение и применение
Издавна культивируется как лекарственное растение. Обширный перечень физиологически активных веществ делает гринделию растопыренную перспективным с точки зрения фармацевтического применения растением. Гринделия растопыренная входила в фармакопею Советского Союза. В настоящее время гринделия растопыренная входит в государственные фармакопеи Великобритании и других европейских стран, Индии. Являясь растением американского происхождения, она закономерно включена в список официнальных растений многих стран этого континента.